# GWR Sharp, Roberts locomotives
GWR Sharp, Roberts locomotives — партия из трёх паровозов, заказанных Изамбардом Кингдомом Брюнелем при основании Большой западной железной дороги фирме Sharp, Roberts and Company. Эти паровозы оказались наиболее успешными из первых локомотивов GWR, и после модернизации в 1860 году два из них прослужили до начала 1870-х.

## Список паровозов
- Лев (зав. № R; 1838–1847);
- Атлант (зав. № S; 1838–1872) — в 1860 году переделан в танк-паровоз 1-1-1T. После списания продан в Суонси мистеру Гласбруку;
- Орёл (зав. № T; 1838–1871) — также перестроен в 1-1-1T в 1860 году.